# Microplecostomus forestii
Microplecostomus forestii – gatunek małej słodkowodnej ryby sumokształtnej z rodziny zbrojnikowatych (Loricariidae), jedyny przedstawiciel rodzaju Microplecostomus. 

## Zasięg występowania i środowisko
Gatunek opisany naukowo przez Silvę, Roxo, Ochoę & Oliveirę w 2016 z Brazylii. Endemit, zasięg jego występowania obejmuje 2 dopływy rzeki Tocantizinho w stanie Goiás w środkowej Brazylii. Ryby złowione zostały w płytkich, szybko płynących, czystych wodach o głębokości około 0,5 m, z podłożem skalnym, na obszarach płaskiego terenu.

## Cechy charakterystyczne
M. forestii różni się od innych zbrojników obecnością 3 przerośniętych odontod na bokach ciała dojrzałych samców oraz pozbawionym odontod dużym obszarem wokół pyska. Poza tym od wielu innych rodzajów odróżnia go kombinacja takich cech jak obecność kila na grzbietowej części trzonu ogonowego, elipsoidalny przekrój tego trzonu, brak płytek kostnych na brzuchu oraz kilka innych cech, w tym uzębienia.
Dorosłe osobniki tego gatunku osiągają 3,8 cm długości standardowej (SL).

## Systematyka
Autorzy nazwy nowego rodzaju umieścili go w obrębie podrodziny Neoplecostominae, jednak późniejsze badania filogenetyczne wykazały, że para rodzajów Microplecostomus i Nannoplecostomus stanowi takson siostrzany dla kladu podrodzin (Neoplecostominae + Hypoptopomatinae). Obydwa rodzaje pozostają w niejasnej pozycji taksonomicznej (incertae sedis) w obrębie zbrojnikowatych.

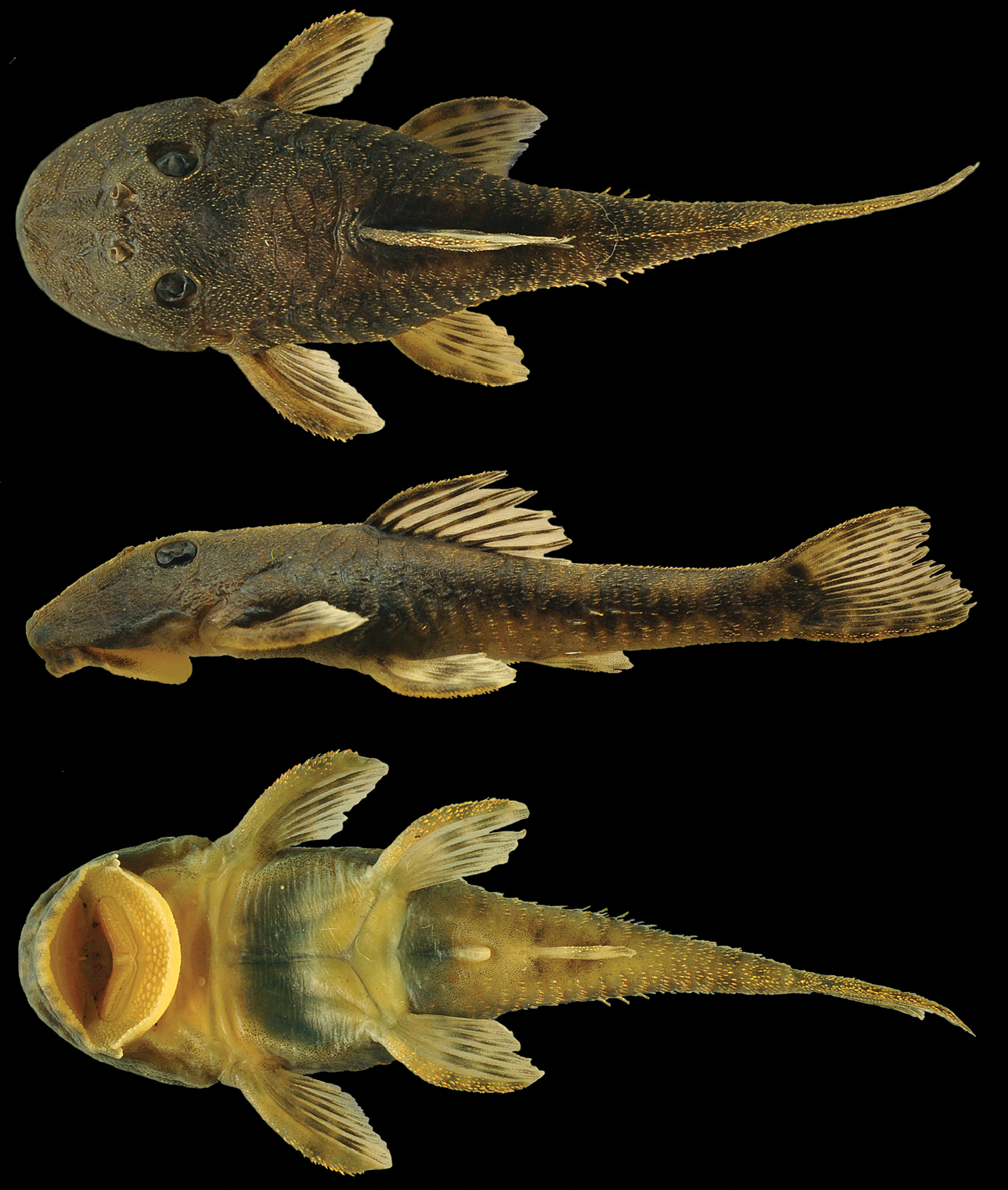
Microplecostomus forestii – holotyp, samiec, 38,3 mm SL

### Etymologia
Nazwa rodzajowa Microplecostomus pochodzi od greckiego słowa mikrós (mały) i Plecostomus (dawna nazwa rodzaju Hypostomus). Epitet gatunkowy forestii honoruje brazylijskego ichtiologa Fausto Foresti.